# 16-ヒドロキシステロイドエピメラーゼ
16-ヒドロキシステロイドエピメラーゼ(16-hydroxysteroid epimerase、EC 5.1.99.2)は、以下の化学反応を触媒する酵素である。
16α-ヒドロキシステロイド{\displaystyle \rightleftharpoons }16β-ヒドロキシステロイド
従って、この酵素の基質は16α-ヒドロキシステロイドのみ、生成物は16β-ヒドロキシステロイドのみである。
この酵素は、異性化酵素、特にその他の化合物に作用するラセマーゼ、エピメラーゼに分類される。系統名は、16-ヒドロキシステロイド 16-エピメラーゼ(16-hydroxysteroid 16-epimerase)である。